# Idol (Yoasobi)
Idol (アイドル?, Aidoru) è il ventesimo singolo del duo giapponese Yoasobi, pubblicato il 12 aprile 2023 come settimo estratto dal sesto EP The Book 3. È stato pubblicato sotto l'etichetta Sony Music Entertainment Japan e funge da sigla d'apertura della serie televisiva anime Oshi no ko. È inoltre basato sulla storia breve 45510 creata da Aka Akasaka. Commercialmente, la canzone ha raggiunto la vetta della Billboard Japan Hot 100, diventando la seconda canzone numero uno del duo dopo il debutto, nel 2019, del loro singolo Yoru ni kakeru.

## Descrizione

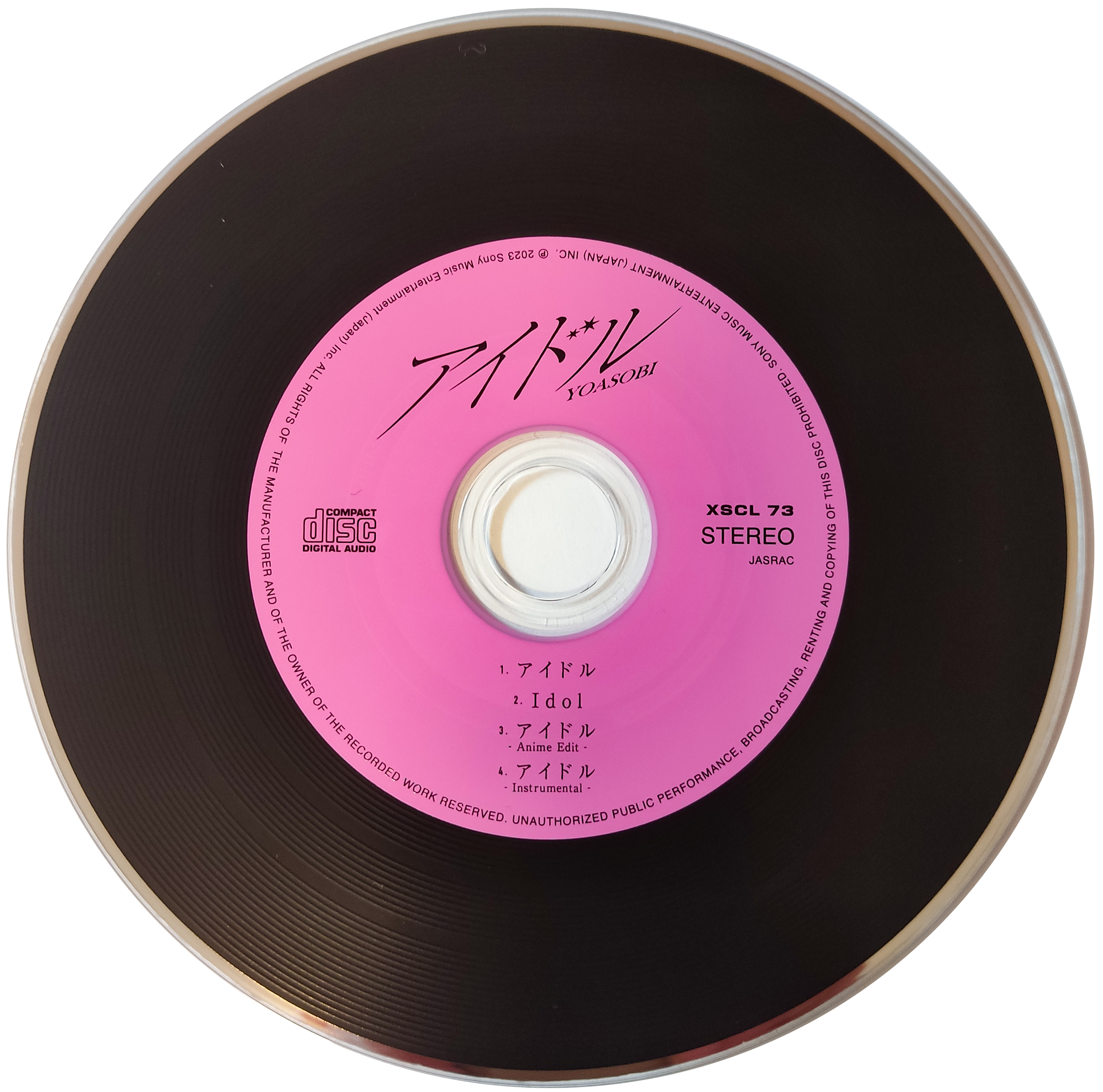
CD del singolo

Il 19 febbraio 2023 è stato annunciato, durante un live streaming che descriveva in dettaglio la serie televisiva anime Oshi no ko sul proprio canale YouTube ufficiale, che la sigla, intitolata Idol, sarebbe stata cantata dagli Yoasobi. In qualità di fan, Ayase ha rivelato durante la diretta streaming di aver letto personalmente il manga e che ha avuto l'ispirazione per scrivere una canzone al riguardo ancora prima di ricevere l'offerta. La canzone è basata su 45510, un romanzo scritto da Aka Akasaka, lo scrittore del manga. Una parte di Idol è stata presentata per la prima volta nel trailer dell'anime e la versione completa è stata riprodotta per la prima volta durante il primo episodio della serie, intitolato Mother and Children e durato 90 minuti, che è stato trasmesso in anteprima il 17 marzo in alcune sale selezionate in Giappone.
Gli Yoasobi hanno debuttato con Idol il 5 aprile, allo spettacolo di Nagoya del loro Denkōsekka Arena Tour come parte del bis. Dopo lo spettacolo, il duo ha annunciato che la canzone sarebbe stata disponibile digitalmente e sulle piattaforme di streaming a partire dal 12 aprile, ossia la stessa data di inizio della trasmissione televisiva dell'anime. Il video musicale di accompagnamento è stato pubblicato il giorno successivo ed è stato diretto da Naoya Nakayama e prodotto dallo studio Doga Kobo, che è anche responsabile della produzione dell'anime.

## Composizione e accoglienza
Idol è stato scritto e prodotto da Ayase, un membro degli Yoasobi, e composto nella tonalità di Do diesis maggiore, con 166 battiti al minuto e con una durata di tre minuti e 33 secondi. Presenta anche un grido non accreditato del gruppo B-boy di Akihabara Real Akiba Boyz e un coro inglese in stile gospel. La canzone esprime la natura bifronte dell'industria dell'intrattenimento, specialmente in quella degli idol giapponesi. Danny Guan di Game Rant ha elogiato Idol definendolo una «rappresentazione perfetta del personaggio Ai Hoshino» e affermando che «salta con facilità da meditabondi versi rap a energiche melodie J-pop, capovolgendo gli stati d'animo in un batter d'occhio».

## Successo commerciale
Nelle classifiche giapponesi di Oricon del 24 aprile 2023, Idol è entrato nella Digital Singles Chart al secondo posto con 33 867 unità nella prima settimana, dietro solo a Kizuna no kiseki dei Man with a Mission e di Milet. Nel frattempo, la canzone ha debuttato in cima alla Streaming Chart, diventando la terza canzone numero uno in classifica degli Yoasobi dopo Yoru ni kakeru nel 2019 e Kaibutsu nel 2021. Il singolo ha avuto 10 328 178 riproduzioni nella sua prima settimana, rendendolo il primo singolo a raggiungere i 10 milioni di riproduzioni in questo lasso di tempo da quando il duo ha pubblicato la canzone Yoru ni kakeru nel 2021. Inoltre, Idol si è posizionato al quinto posto nella Combined Singles Chart della seconda settimana di aprile 2023.
Per quanto riguarda la Billboard Japan, invece, Idol ha debuttato al primo posto della Billboard Japan Hot 100 del 19 aprile 2023 e come seconda canzone numero uno del duo nel paese dopo Yoru ni kakeru, pubblicato nel 2020. Con 29 327 download, 8 868 810 riproduzioni e 4 334 923 visualizzazioni del video nella prima settimana, la canzone ha raggiunto la seconda posizione nella classifica Download Song e si è piazzata in testa alla classifica dei brani in streaming. Inoltre la canzone ha raggiunto la vetta della classifica Hot Animation relativa al genere dell'anime.

## Tracce
Edizione digitale e streaming
1. Idol (アイドル?) – 3:33

Edizione digitale e streaming - versione inglese
1. Idol (English Ver.) (Idol (「アイドル」英語版)?) – 3:33

CD e 7"
1. Idol (アイドル)?) – 3:31
2. Idol (English Ver.) (Idol (「アイドル」英語版))?) – 3:31
3. Idol -Anime Edit- (アイドル -Anime Edit-)?) – 1:29
4. Idol -Instrumental- (アイドル -Instrumental-)?) – 3:31

12"
1. Idol – 3:31
2. Idol (English version) – 3:31
3. Idol (Anime Edit) – 1:29
4. Idol (Sped Up & Pitch Up Version) – 3:31
5. Idol (Instrumental) – 3:31
6. Tabun
7. Tabun (Sped Up & Pitch Up Version) – 4:18
8. Tabun (Instrumental)

## Classifiche

### Classifiche settimanali
| Classifica (2023) | Posizione massima |
| ----------------- | ----------------- |
| Hong Kong         | 2                 |
| Giappone          | 1                 |
| Singapore         | 10                |
| Corea del Sud     | 68                |
| Taiwan            | 2                 |
| Vietnam           | 27                |

### Classifiche mensili
| Classifica (2023) | Posizione massima |
| ----------------- | ----------------- |
| Corea del Sud     | 69                |

### Classifiche di fine anno
| Classifica (2023) | Posizione massima |
| ----------------- | ----------------- |
| Giappone          | 1                 |
| Corea del Sud     | 158               |

| Classifica (2024) | Posizione massima |
| ----------------- | ----------------- |
| Giappone          | 8                 |